# Jestřebí, Šumperk
Jestřebí là một làng thuộc huyện Šumperk, vùng Olomoucký, Cộng hòa Séc.